# Шадковиці-Огродзім
Шадковиці-Огродзім (пол. Szadkowice-Ogrodzim) — село в Польщі, у гміні Шадек Здунськовольського повіту Лодзинського воєводства.
У 1975-1998 роках село належало до Серадзького воєводства.